# 金健模
金健模（1968年1月13日—），韓國男歌手。

## 生涯

### 成長及學生時期
金健模出生於釜山直轄市（現釜山廣域市），後來搬至首爾市永登浦區（現江西區）禾穀洞生活並成長。他先後畢業於禾穀中學校和禾穀高等學校，並於1986年考入首爾藝術大學，就讀音樂相關科目。金健模從4歲開始就學習彈奏鋼琴，每次在音樂課進行演奏時都能獲得好成績，由此可見他自小便有與眾不同的音樂天份。

### 出道前
金健模在出道之前曾在一家咖啡店打工，在工作的時候經常哼著英國名唱作人—艾爾頓·強的歌曲。有一天，他遇到一些前輩並告訴他：「你有作為一名歌手應具備的聲線，如果能考進海軍宣傳團，就可以盡情享受音樂生活。」，還勸他應先參軍。後來金建模通過了海軍宣傳團的試鏡而被錄取。
金健模作為海軍宣傳團的士兵服兵役。在船上作業時，曾與金龍萬、池錫辰等人渡過了瀕死的難關。有一次在颱風來臨之際他們需要執行海上航行任務，但由於颱風逐漸逼近，韓國氣象廳在他們正進行航行任務的途中發布了海上颱風警報。當時天氣急劇轉壞，船身開始前後搖擺和變得顛簸，船的周邊亦被風雨和巨浪籠罩著。在混亂之際，某處突然響起了一聲巨響，想到快將死的金健模和其隊友們，他們互相向對方留下遺言。但是，當有人到船外探看之後才發現，原來是他們的船撞上了一座荒島。他們因此成為了該島上的難民，並在當地生活了一個月。

### 家人
2016年7月，金健模還和其母親李善美一起出演SBS《我家的熊孩子》，因李善美女士因為在節目中的突出表現，冷酷的毒舌，剛正的脾氣，理性的頭腦，和帶著一點霸道的反差萌，而受到廣大觀眾的喜愛，金建模天性自由幽默有趣，無厘頭的生活及搞笑的日常也人氣頗高。幾位媽媽甚至一起拿過綜藝界的最高獎項—演藝大賞。但李善美女士從2019年3月起就停止參加《我家的熊孩子》的錄製。
2019年5月，根據韓國媒體報導，金健模父親生前一直與病魔抗爭中，可惜最後仍然不敵，在19日因病過世，金建模與母親李善美女士、兄弟...等家人們守在靈堂，故人的靈堂設置在首爾聖母醫院特室31號，將在22日上午9點30分 (韓國時間) 出殯並下葬在龍仁。

### 感情
2019年11月，51歲金健模終將擺脫老光棍稱號，將在明年年初和交往一年多的美女鋼琴家張智妍結婚，現在正在開始秘密準備結婚。據相關人士的消息，兩人在去年冬天經過熟人的介紹認識，終於要步入結婚了。演藝界的某相關人士表示：「雖然還沒有製作請帖，但是周邊親近的工作人員都知道了他們要結婚的消息」。而另一位相關人士也表示：「很早前就聽說了金建模和去留過學的鋼琴家在真正交往的消息了」
張智妍據說雖然是年過35，和金健模相差一輪還多，但是兩人因為音樂這一共同愛好而快速親近起來。張智妍在國內專攻古典音樂，並在美國伯克利音樂大學學習了實用音樂。在梨花女子大學表演藝術研究生院畢業後，她作為鋼琴家兼作曲家展開活動。在2011年發行了收錄自己作曲的首張專輯《duna miss》。張智妍的父親是著名作曲家張旭朝 ,張旭朝作曲了《怎麼說》、《泰珍啊》、《無法忘記》、趙容弼《傷口》、崔真熙《可人型》、趙京洙《無法還給你》等作品。張智妍還和父親張旭朝一起為李美子的《我生活的理由》作曲。
金建模和張智妍最近結束了見面禮，正在準備結婚。她還將出演11月10日播出的SBS《家師父一體》，於家中跟金健模的弟弟與弟媳一起準備食物的部分。
2019年11月20日，金健模與鋼琴家張智妍婚禮推遲，原計畫明年1月舉行，將推遲到5月溫暖的春天舉行。張智妍的父親作曲家張旭朝也通過媒體採訪提到：「周圍的人都說1月太冷了，所以希望推遲一點，在溫暖的春天舉行。健模曾打電話詢問『把婚禮推遲一點怎麼樣？』，我就說如果想要推遲，就挑選個好日子吧！」
2019年11月21日，金健模被爆料已經與未婚妻美女鋼琴家張智妍登記，成為了法律意義上的夫妻。女方父親張旭朝今天向媒體透露女兒與金健模不久前已經登記。他表示，雖然女兒結婚讓他非常開心，但同時也因為女兒的戶籍要從家裡遷走而心情複雜。

### 我是歌手
2011年3月，在MBC歌唱綜藝節目《我是歌手》第一季初次出演的7名歌手中，他作為年齡最大和資歷最深的前輩歌手，在首場比賽中被淘汰出局。其後在節目組的勸說，以及同場歌手的同意下，決定重返舞台，再次接受挑戰。但是由於後來受到眾多觀眾的指責，因此主動退出此項比賽。及後在2012年出演《我是歌手第二季》，但因日程問題中途退出比賽。

## 評價與事跡
金健模憑藉其獨特的歌唱和舞蹈風格贏得了大眾的喜愛，曾為韓國於90年代最受歡迎的男歌手之一。他在1995年發行的第3張正規專輯《錯誤的相遇》，銷售量達到286萬張，此紀錄被記載在健力士世界紀錄大全之上並曾為韓國歷代專輯銷量之首。直至2019年5月，此項保持了24年的紀錄，終被防彈少年團發行的迷你六輯《MAP OF THE SOUL : PERSONA》，以超過320萬張的專輯銷量打破。

## 經歷
| 年份 | 名稱                                   |
| ---- | -------------------------------------- |
| 2001 | 韓國來訪周年 名譽宣傳大使              |
| 2007 | 韓國大眾文化藝術人福利會 歌手部門 會長 |
| 2009 | 2022世界杯申辦委員會委員               |

## 音樂活動

### 正規專輯
| 輯數 | 發行日期       | 唱片名稱                           | 譯名               |
| 1    | 1992年10月29日 | 《Kim Gun Mo》                     | 《金健模》         |
| 2    | 1994年2月4日   | 《핑계》                           | 《借口》           |
| 3    | 1995年1月24日  | 《잘못된 만남》                    | 《錯誤的相遇》     |
| 4    | 1996年5月17日  | 《Exchange kg. m4》                | 不適用             |
| 5    | 1997年12月1日  | 《Myself》                         | 《Myself》         |
| 6    | 1999年11月20日 | 《Growing》                        | 《Growing》        |
| 7    | 2001年5月5日   | 《Kim Gunmo #007 another days...》 | 不適用             |
| 8    | 2003年2月27日  | 《Hestory》                        | 《他的故事》       |
| 9    | 2004年9月3日   | 《Kimgunmo. 9》                    | 不適用             |
| 10   | 2005年6月16日  | 《Be Like...》                     | 《Be Like...》     |
| 11   | 2007年3月15日  | 《Style Album 11》                 | 《Style Album 11》 |
| 12   | 2008年8月6日   | 《Soul Groove》                    | 《靈魂》           |
| 13   | 2011年9月27日  | 《자서전 & Best》                  | 《自傳 & Best》    |
| 14   | 2016年9月20日  | 《다 당신 덕분 이라오》            | 不適用             |
| ---- | -------------- | ---------------------------------- | ------------------ |

## 獲獎

### 大型頒獎禮獎項
| 年份                       | 頒獎禮                       | 獎項                        |
| -------------------------- | ---------------------------- | --------------------------- |
| 1993                       | 不適用                       | 最優秀歌手新人賞            |
| 1993                       | 第4屆首爾音樂獎              | 10大歌手獎                  |
| 1993                       | 第8屆大韓民國影像唱片大賞    | 本賞                        |
| 1993                       | KBS歌謠大賞                  | 10大歌手獎                  |
| 1994                       | 演藝電影報章                 | 新世代歌手獎                |
| 1994                       | KBS歌謠大賞                  | 大賞                        |
| 1994                       | 第5屆首爾音樂獎              | Rap舞蹈部門 大賞            |
| 1994                       | 第9屆大韓民國影像唱片大賞    | 本賞                        |
| 1994                       | KBS歌手賞                    | 最佳熱門歌曲奖              |
| 1994                       | MBC 韓國歌謠祭典             | 最高人氣歌曲獎              |
| 1995                       | 第10屆大韓民國影像唱片大賞   | 本賞                        |
| 1995                       | TV期刊                       | 歌手部門 年度明星最優秀奖   |
| 1995                       | 第22屆韓國放送大賞           | 男子歌手獎                  |
| 1995                       | 不適用                       | 文化體育部部長表彰          |
| 1995                       | 韓國最高人氣演藝大賞         | 大賞                        |
| 1995                       | KBS歌謠大賞                  | 大賞                        |
| 1996                       |                              | 大賞                        |
| 第11屆大韓民國影像唱片大賞 | 本賞                         |                             |
| 第7屆首爾音樂獎            | 10大歌手獎                   |                             |
| 第3屆大韓民國演藝藝術賞    | 青少年歌手獎                 |                             |
| KMTV歌謠大戰               | 大賞                         |                             |
| MBC 韓國歌謠祭典           | 最高人氣歌曲獎               |                             |
| 1998                       | KBS歌謠大賞                  | 作曲獎                      |
| 1998                       | 第13屆金唱片獎               | 本賞                        |
| 2001                       | 第16屆金唱片獎               | 本賞                        |
| 2001                       | 第12屆首爾音樂獎             | 大賞                        |
| 2001                       | 第35屆歌手節                 | 年度男子歌手獎              |
| 2001                       | SBS歌謠大戰                  | Producers Choice 最佳歌手獎 |
| 2001                       | KBS歌謠大賞                  | 青少年評選最高人氣獎        |
| 2001                       | MBC 韓國歌謠祭典             | 十大歌手獎                  |
| 2001                       | MBC 韓國歌謠祭典             | 本賞                        |
| 2001                       | Mnet亞洲音樂大獎             | 最佳民謠獎                  |
| 2003                       | Mnet亞洲音樂大獎             | 最佳男藝人（提名）          |
| 2008                       | 第16屆大韓民國 文化演藝大賞  | 十大歌手獎                  |
| 2011                       | 第2屆大韓民國 大眾文化藝術賞 | 總統表彰                    |

### 音樂節目獎項
| 年份 | 節目名稱     | 日期    | 作品                 |
| ---- | ------------ | ------- | -------------------- |
| 2006 | 《音樂銀行》 | 7月5日  | 我很抱歉（미안해요） |
| 2006 | 《音樂銀行》 | 7月12日 | 我很抱歉（미안해요） |
| 2006 | 《音樂銀行》 | 7月19日 | 我很抱歉（미안해요） |

## 節目出演
| 電視台                      | 節目名稱                              | 備註                             |
| --------------------------- | ------------------------------------- | -------------------------------- |
| KBS                         | 《Open Concert》                      | 空缺                             |
| KBS                         | 《Top 10 Songs》                      | 空缺                             |
| KBS                         | 《演藝家中介》                        | 空缺                             |
| KBS                         | 《夜晚與音樂之間》                    | 空缺                             |
| KBS                         | 《呼喚愛心》                          | 空缺                             |
| KBS                         | 《李素拉的提議》                      | 空缺                             |
| KBS                         | 《徐世源秀》                          | 空缺                             |
| KBS                         | 《Music Bank》                        | 空缺                             |
| KBS                         | 《搞笑演唱會》                        | 空缺                             |
| KBS                         | 《開心星期天》                        | 空缺                             |
| MBC                         |                                       | 空缺                             |
| 《日晚》                    |                                       | 空缺                             |
| 《我是歌手—我是歌手第一季》 | 出演第1~5集                           |                                  |
| 《LULULALA》                | 空缺                                  |                                  |
| 《我是歌手—我是歌手第二季》 | 出演第1、3、5、7、8、11、12、14、21集 |                                  |
| 《無限挑戰》                | 出演第409~411集以及2015年春節特輯     |                                  |
| SBS                         | 《1995夢想演唱會》                    | 空缺                             |
| SBS                         | 《1996夢想演唱會》                    | 空缺                             |
| SBS                         | 《真實遊戲》                          | 空缺                             |
| SBS                         | 《Running Man》                       | 出演第260~261集                  |
| SBS                         | 《Fantastic Duo》                     | 出演第15~18及23~24集             |
| SBS                         | 《我家的熊孩子》                      | 出演第1~128集                    |
| SBS                         | 《家師父一體》                        | 出演第93~94集 (2019/11/3、11/10) |

## 外部連結
1. ↑  .   [2017-02-25]. （原始内容存档于2019-07-01）.
2. ↑  .   [2017-02-25]. （原始内容存档于2016-03-04）.
3. ↑  《황금어장》<무릎팍도사> 2006년 11월
4. ↑  .   [2017-02-25]. （原始内容存档于2020-04-18）.
5. ↑  .   [2019-05-09]. （原始内容存档于2019-06-12） （英语）.